# Cheriu, Bihor
Cheriu este un sat în comuna Oșorhei din județul Bihor, Crișana, România.